# Critiques de la psychanalyse
Ne doit pas être confondu avec Critique littéraire psychanalytique ou Psychocritique.
Les critiques de la psychanalyse portent notamment sur : la non-réfutabilité de la théorie ; la fondation théorique sur la base d'exemples historiques mensongers  et la prise en compte de l’absence de preuve d'efficacité, voire parfois le caractère sectaire d’une branche de la psychanalyse (la psychanalyse lacanienne). Il existe quatre formes de psychanalyse très différentes les unes des autres : la freudienne, la jungienne, la lacanienne et celle de l’école anglaise (Winicott, Bowlby, Bion, Klein, etc.). 
Les critiques de la psychanalyse présentent, schématiquement, deux temps majeurs : 
- l'élaboration de la psychanalyse en tant que méthode d'exploration du fonctionnement psychique avec ses principaux concepts ;
- l'évolution ultérieure de la théorie et de la pratique ;

et deux versants : 
- l'un théorique comme connaissance du psychisme, centrée sur le déterminisme psychique inconscient ;
- l'autre pratique, en filiation directe avec la théorie, comme thérapie ou clinique.

Corrélativement, les critiques de la psychanalyse portent sur :
1. le moment fondateur (contexte historique, épistémologique, scientifique, culturel, innovation, statuts des « découvertes freudiennes », méthode, prétentions scientifiques[2],[3]…) qui recouvre le personnage même de Freud (intentions, ambitions, compétences…) ; la construction de la « légende Freud »[4] à partir de la manipulation des sources et de la réécriture de l'histoire des origines, par Freud lui-même[5],[6] et ses successeurs[7] sans compter les « réhabillages » structuralistes ou herméneutiques ;
2. les inflexions ultérieures de la psychanalyse ;
3. le noyau conceptuel commun à l'ensemble des courants psychanalytiques ;
4. l'efficacité de la cure analytique ;
5. les modes de formation des psychanalystes (valeur d'une analyse didactique, réglementation, institutions).

Cette démarche de réévaluation de la psychanalyse concilie donc un abord épistémologique et scientifique avec un abord historiographique (et aussi thérapeutique).

## Mise en perspective
Les critiques de Freud et de la psychanalyse furent jusqu'à aujourd'hui[Quand ?] extrêmement nombreuses et variées. Il faut distinguer les critiques qui portent sur Freud lui-même (sa personnalité, son manque de rigueur supposé) de celles qui portent sur la psychanalyse, discipline dont les bases théoriques (dont le freudisme) ont amené à des écoles, des théorisations, des pratiques fort différentes, aujourd'hui, les unes des autres.
Les différentes écoles de la psychanalyse, depuis leurs débuts jusqu'à aujourd'hui, ont été soumises à des critiques qui portent sur des aspects fondamentaux tels que l'inconscient, son influence sur le comportement, le mécanisme de refoulement et le rôle de la sexualité.
Malgré des thèmes communs, en dehors de la légende freudienne, la diversité des acceptions de ces concepts chez les psychanalystes proscrit toute unité doctrinale de la psychanalyse, autre qu'institutionnelle. Ainsi, Mikkel Borch-Jacobsen affirme dans Le Livre noir de la psychanalyse : 

« La psychanalyse n'existe pas - c'est une nébuleuse sans consistance, une cible en perpétuel mouvement. »

### Critiques de Freud et du freudisme
Les thèses de Freud (neurologue praticien et chercheur sur les neurones de 1872 à 1893) ont pu parfois provoquer l'opposition de scientifiques, médecins, philosophes et psychologues de son temps.
Freud a surtout synthétisé et généralisé des conceptions en vogue dans les milieux littéraires philosophiques et médicaux de son époque au risque de se contredire au fil de son œuvre comme le remarquent des psychanalystes tels que Patrick Mahony[réf. nécessaire]. Selon Ernst Kris, l'un de ses plus fidèles partisans, la plupart des options théoriques de Freud se fondent sur des présupposés biologiques déjà obsolètes à la naissance de la doctrine (voir par exemple, l'histologiste Ramon y Cajal lequel jette, très tôt, les bases de la théorie neuronale moderne).
Freud propose une explication spéculative métapsychologique des névroses et des psychoses, qu'il ancre, tout comme le développement psychique général, dans le développement de la sexualité infantile et de ses éventuels conflits : les symptômes névrotiques deviennent ainsi l'expression (symbolique) de conflits inconscients. 
La critique de la psychanalyse freudienne se confond partiellement avec la critique de Freud logiquement comme pour les deux autres psychanalyses la jungienne (Jung) et la lacanienne (Lacan). 

#### Laguerre contre Freudaux États-Unis
Le débat sur la psychanalyse a émergé dans les années 1980 avec le changement de paradigme du DSM-4 devenant cognitiviste et non plus basé sur la théorie psychanalytique et à partir de la parution en 1984 du livre de Jeffrey Masson, Le Réel escamoté. Selon cet auteur, Freud aurait minimisé voire négligé les viols dont auraient été victimes certaines de ses patientes prenant leurs dires comme fantasmatiques au lieu de porter plainte, mais n’oublions pas que Freud exerçait dans l’empire Austro-hongrois sous Sissi impératrice et François Joseph, à l’époque, le droit sur le viol ne correspondait pas à celui du XXIe siècle. La polémique s'est intensifiée pendant les dix années suivantes, et elle fut si intense que le Congrès américain décida en 1995 du report d'une exposition consacrée à Freud sous la pression d'historiens, d'idéologues et d'épistémologues. Ce groupe de Freud scholars comprend des chercheurs et des polémistes issus d'horizons différents et qui appliquent à la psychanalyse des critiques historiques, épistémologiques et thérapeutiques.
Ces Freud Scholars ont essaimé vers le monde francophone notamment avec la parution de deux ouvrages :
- Mensonges freudiens : histoire d'une désinformation séculaire de Jacques Bénesteau ;
- Le Livre noir de la psychanalyse, condensant toutes sortes de critiques émanant de plusieurs auteurs et reprenant notamment les critiques des Freud scholars.

### Critiques historiques

#### Freud et hagiographie
La stricte vérité historique dont la restitution fidèle nécessite un travail d'archiviste et de déconstruction est toujours compliquée faire surgir du passé comme l'illustre le cas Anna O. que Henri Ellenberger fut le premier à démystifier. 
Comme l'écrivent Mikkel Borch-Jacobsen et Shamdasani, le principal obstacle à l'hégémonie, de la psychanalyse réside dans son historicisation, grâce à une histoire véritable et non révisée et expurgée par ses hagiographes.

#### Anhistoricité
Pour l'universitaire Sarah Winter, la psychanalyse, en reprenant la mythologie grecque, s'est construit une légende psychanalytique qui nie l'histoire réelle.

### Critiques de philosophes
La psychanalyse n'a pas toujours fait bon ménage avec la philosophie. Sans parler des critiques marxistes, existentialistes…, elles varient selon leur auteur ou les courants.
La critique s'est également portée sur les prétentions scientifiques de la psychanalyse. Freud conteste la suprématie de la conscience, du libre-arbitre et de la volonté, au demeurant comme d'autres l'avaient déjà fait avant lui à l'instar de Nietzsche ou de Schopenhauer : au sujet « cartésien » était substitué un sujet psychologique dominé, à son insu, par l'inconscient refoulé et les vicissitudes de sa libido. Paradoxalement, Freud thématise l'inconscient sur le mode de la conscience forgeant une représentation homonculaire du « ça », que Jean-Paul Sartre ne manque pas de relever et de critiquer.
- Le philosophe Alain, résume sa position d'un trait : « L’inconscient est une méprise sur le Moi, c’est une idolâtrie du corps[17]. »
- Adolf Grünbaum considère la psychanalyse comme pseudo-scientifique mais pouvant en partie être testée scientifiquement.
- Karl Jaspers tout en admirant les percées compréhensives de la recherche psychanalytique, en critique la confusion entre « psychologie explicative » et « psychologie causale ». Il estimait que la psychanalyse devenait un système totalisant qui négligeait les limites de ce qu'on peut comprendre de l'âme humaine.[réf. nécessaire]
- Ludwig Wittgenstein a lui aussi été un contradicteur des œuvres psychanalytiques, tout en reconnaissant leur importance[c 2] Il considère la psychanalyse comme mythologique[19], et encore comme d’« excellentes images[20] ». Fondamentalement il s'oppose à Freud sur le plan de ce que signifie pour Freud le déterminisme. Morris Lazerowitz dit de lui qu’il est le psychanalyste de la philosophie, « sans en être conscient[21] ».
- Selon Michel Onfray, l’inconscient freudien est idéal, idéel, nouménal, immatériel et « phylogénétique »[22], c'est-à-dire lié à l’évolution de l'espèce. Freud a pour théorie l'évolution par transmission des caractères acquis, largement réfutée depuis que le darwinisme et la théorie synthétique de l'évolution se sont imposés, que l'inconscient psychique est une instance psychique qui se développe pendant le stade oedipien (sauf chez le psychotique puisqu’il n’aborde pas ce stade) et qui va se transmettre de génération en génération depuis les premiers temps de l'espèce humaine[23] puisqu’il considère que c’est un stade de développement humain.

## Critiques de la validité scientifique
La scientificité de la psychanalyse a été vivement contestée, en particulier, en raison :
- de son absence de falsifiabilité (elle n'est pas « réfutable » au sens où l'entendait Karl Popper dans la Logique de la découverte scientifique (1934), en d'autres termes la psychanalyse est toujours « vraie » dans sa logique interne, peut réinterpréter toute nouvelle donnée et son contraire sans remettre en cause la théorie. Il n'existe pas de données que la théorie ne peut pas interpréter a posteriori. La théorie peut donc survivre même quand les faits semblent la démentir grâce à l'usage de notions comme l'ambivalence, la résistance, la dénégation…). Sans juger ici de l'existence de Dieu, on peut faire une analogie avec le principe « les voies du Seigneur sont impénétrables », qui entraîne l'impossibilité logique pour un fait de contredire l'existence de Dieu. Cet aspect implique sa non-scientificité (ce qui ne veut pas dire sa fausseté) dans le chef de Popper (Grünbaum, malgré sa critique de la psychanalyse, affirme qu'elle n'est pas irréfutable dans le sens de Popper[24]), pour lequel une théorie scientifique doit se confronter à l'expérience, et donc pouvoir être mise à mal par cette dernière (les théories scientifiques les plus abouties étant d'après lui celles qui permettent logiquement, a priori, le plus de remises en cause par l'expérience, mais qui dans les faits, a posteriori, n'est pas remise en cause par l'expérience)[25],[26],[27] ;
- de son absence d'ancrage empirique et clinique[28] : nombre faible de cas, notions issues de l'auto-analyse de Freud lui-même comme le complexe d'Œdipe…
- de la quasi-absence de démonstration expérimentale et de la validation statistique des assertions et des conséquences de la théorie psychanalytique (Adolf Grünbaum)[29]  (mise à part la thèse du Docteur en psychologie Laurence Barrer parue aux éditions de L’Harmattan 2024).
- de l'usage inapproprié de certaines conceptions structuralistes et mathématiques (topologie, théorie des nœuds) comme chez Lacan[30] donnant d'après eux une apparence spécieuse d'objectivité mais confinant au non-sens ;
- Le sexologue et urologue Gérard Zwang critique de façon virulente l'absence de scientificité de la psychanalyse, notamment dans l'imposant livre "La statue de Freud" paru en 1985 chez Lafont.

La psychanalyse est d’ailleurs une des disciplines que conteste la zététique par, en grande partie, la critique épistémologique. 

### La réfutabilité
Karl Popper a élevé la réfutabilité (en anglais, falsifiability) au rang de critère décisif de scientificité. Est scientifique une explication qui est réfutable. Au terme de son raisonnement, Popper écarte la psychanalyse des sciences au même titre que l'astrologie et avec quelques hésitations, le darwinisme, qu'il considère comme non-scientifique mais offrant tout de même un bon cadre explicatif post hoc pour comprendre, par exemple, l'évolution de l'« arbre de la connaissance » : selon Popper, les théories scientifiques devraient assurer, comme les espèces animales, leur propre lutte pour la survie, en étant capables de résister à des tests toujours plus sévères. Mais bien que Popper déniait toute valeur scientifique à la psychanalyse, il lui reconnaissait une « grande part de vrai », et, comme la théorie de Darwin, un cadre explicatif post hoc capable de répondre à notre besoin instinctif de donner des raisons (et non des causes) à certains de nos comportements.
En effet, pour réfuter l'hypothèse centrale de la psychanalyse qui affirme que le refoulement des pulsions ou traumas dans l'inconscient est la cause de certains troubles ou certains actes non intentionnels, il faudrait pouvoir montrer que dans certains cas, l'arrivée à la conscience des souvenirs traumatiques incriminés (fin ou absence du refoulement) n'entraîne pas la disparition des troubles.[réf. nécessaire] Or, c'est impossible, puisqu'il est toujours possible d'affirmer que les troubles persistent à cause de résidus inconscients « non liquidés » qui sont par nature impossibles ou difficiles à atteindre[réf. à confirmer].
Par conséquent, l'hypothèse d'un lien de causalité entre refoulement et névrose ne peut être réfutée. Sans cette hypothèse, il est parfaitement possible de rejeter l'hypothèse de l'existence d'un inconscient freudien qui reste, non réfutable. En fait la preuve psychanalytique est difficile à mettre en évidence, puisque pour montrer l'existence de l'inconscient, il faudrait pouvoir le connaître, et en faisant cela, il deviendrait conscient. Il est donc impossible d'observer l'inconscient et de démontrer son existence. On ne peut voir que ses effets dans le comportement d’un sujet. Il ne s'agit que d'une hypothèse à laquelle on adhère par un acte de foi, comme l’était le boson de Higgs avant qu’on ne l’observe dans le grand collisionneur en 2021.
Dans Les Fondements de la psychanalyse, Adolf Grünbaum argumente sur le fait que Freud n'a jamais fourni la moindre preuve telle qu’on l’entend au niveau organique et physiologique, inductivement valide de ses théories. Freud est parti de l’observation de ses patients et de ceux de ses collègues avec lesquels les discussions avaient lieu tous les jeudis afin de faire le point sur leurs hypothèses. Toutefois, Grünbaum s'oppose avec vigueur à la critique de Popper selon laquelle la psychanalyse serait entièrement irréfutable, donc, de ce point de vue, non scientifique (Grünbaum précise qu'il serait possible de rendre certaines théories freudiennes réfutables par l'expérience moyennant des modifications) : « […], je soutiens que dans la mesure où le flou des conséquences et/ou l’indétermination déductive militent contre la falsifiabilité empirique de la théorie freudienne, ils sapent sa capacité explicative aussi bien que sa confirmabilité inductive. »

#### L'applicabilité du critère de démarcation
Pourtant, Popper défend qu’il ne peut y avoir qu’une seule et unique méthode scientifique, procédant à l’aide de tests intersubjectifs, reproductibles et indépendants, par « conjectures et réfutations ». En effet, il pense qu'il est démontrable, que toutes les théories scientifiques qui prétendent avoir une portée universelle, tout en ayant des pouvoirs descriptifs, explicatifs, et prédictifs sur des phénomènes, doivent aussi avoir la forme logique d’énoncés universels au sens strict. C’est-à-dire, comme l’explique Popper, d’énoncés logiquement invérifiables, mais également logiquement falsifiables (ou réfutables).
Popper a toujours précisé que son critère de démarcation était avant tout un critère logique de démarcation entre les énoncés scientifiques et les énoncés métaphysiques, et qu'il était toujours possible d'éviter une réfutation par le moyen d'hypothèses auxiliaires, ad hoc.

« […] la falsifiabilité, au sens du critère de démarcation, ne signifie pas qu'une falsification puisse être obtenue en pratique ou que, si on l'obtient, elle soit à l'abri de toute contestation. La falsifiabilité, au sens du critère de démarcation, ne désigne rien de plus qu'une relation logique entre la théorie en question et la classe des énoncés de base, ou celle des événements décrits par ces énoncés : les falsificateurs potentiels. […] J'ai toujours soutenu, et ce dès la première édition de Logik der Forschung (1934) […] qu'il est absolument impossible de prouver de manière décisive qu'une théorie scientifique empirique est fausse. […] il est toujours possible de trouver certains moyens d'échapper à la falsification, par exemple en introduisant une hypothèse auxiliaire ad hoc […] ; on ne peut jamais réfuter une théorie de manière concluante. »

— Karl Popper, Le Réalisme et la Science, éd. Hermann, p. 3-4.
Malgré toutes ces critiques, les avis demeurent toujours sujets à controverse sur le problème de la scientificité de la psychanalyse, et des psychanalystes comme Daniel Widlöcher (ancien président de l'IPA), pensent même que rien ne s'oppose à ce que la psychanalyse soit la science de la subjectivité opérant dans son laboratoire : l'analyse des associations libres des patients.[réf. nécessaire]

### Controverse sur la scientificité de la psychanalyse
La question de la scientificité de la psychanalyse est probablement la plus importante de toutes concernant le statut de cette théorie car elle est un argument utilisé dans son histoire depuis les origines, les projets de son père fondateur, ainsi que ceux de ses disciples. Même si beaucoup de psychanalystes paraissent avoir renoncé au statut de scientificité justifiant que la psychanalyse est avant tout une « pratique » (thérapeutique) « qui se vit » avec une autre personne,[réf. nécessaire] il fut toujours l'objet de très vives polémiques, lesquelles sont encore prégnantes aujourd'hui.

#### Favorable à la scientificité
Pour Daniel Widlöcher, la psychanalyse s'inscrirait dans un mouvement d'une « psychologie scientifique de la subjectivité » ; celui-ci croit en la possibilité de fonder scientifiquement la psychanalyse, dont le champ d'investigation se situerait à un niveau « intermédiaire » « où l'on étudie des mécanismes de pensée complexes, qui sont liés au niveau intentionnel de la pensée et non au niveau syntagmatique ou au niveau causaliste minimal. » En conséquence, Widlöcher estime que la polémique entre sciences cognitives et psychanalyse où les premières contestent à la seconde sa validité n'a pas lieu d'être et est même « une absurdité ». Il affirme qu'avec la psychanalyse « on a là une science de la complexité de l'action humaine », dont la méthode est essentiellement fondée sur l'association libre.
L’épistémologie de Popper précise que les objets d’une recherche, quels qu’ils soient, ne peuvent être observés, décrits, ou prédits que sur la base de termes et d’énoncés universels a priori, dont ils dépendent pour formuler des hypothèses ; que ce sont toujours eux qu’il faut tester, et que logiquement, seuls les tests indépendants et dont la valeur intersubjective peut-être contrôlée par d’autres chercheurs peuvent acquérir une valeur scientifique. Il ne pourrait donc y avoir de « science du subjectif » sans devoir recourir à des méthodes « objectives » pour son « objectivation scientifique ».
Pour Popper : « Le concept d'unique s'oppose à celui de typique : le typique se laisse apercevoir dans l'homme individuel lorsqu'on le considère d'un point de vue général donné. C'est pourquoi tout changement de point de vue entraîne un changement dans l'aspect typique. Il semble dès lors impossible à une psychologie, à une sociologie, quelles qu'elles soient, ou à tout autre espèce de science, de venir à bout de l'individuel ; une science sans point de vue général est impossible. » De plus, si comme l’affirme Erbs « on ne peut nier l’inconscient », c’est que, soit cette théorie est irréfutable, (donc « non poppérienne »), soit que les psychanalystes utilisent des stratagèmes ad hoc pour la sauver de tout risque de réfutation.
Jean Laplanche, philosophe et psychanalyste, pense que Freud était « poppérien avant la lettre » (sachant que les plus célèbres critiques épistémologiques sur la scientificité de la psychanalyse, proviennent du philosophe des sciences autrichien Karl Popper et de Ludwig Wittgenstein), considérant que Freud a écrit un article intitulé « Une conception de la paranoïa contredisant la théorie psychanalytique de cette maladie ». Le philosophe des sciences Adolf Grünbaum, lequel contestait justement à Popper le fait que la psychanalyse ne serait pas scientifique en raison de son irréfutabilité, mais qui invalidait sa scientificité pour des raisons qualifiées d'inductivistes, a choisi, lui aussi cet exemple, dans son livre Les Fondements de la psychanalyse, pour démontrer la réfutabilité de la psychanalyse. Laplanche juge que cet écrit freudien qui constitue une « description d’un cas négatif est typiquement poppérienne. Même si cette description d’un cas négatif aboutit au fait que ce cas n’est pas aussi négatif que cela, parce que Freud évidemment n’aimait pas beaucoup trouver des cas vraiment négatifs… » Laplanche écrit que Freud ne réfutait pas les autres conceptions que la sienne, lui reprochant son manque de tolérance. Mais cette opinion démarque la démarche freudienne de toute ressemblance avec une démarche « poppérienne » dans la mesure où Popper exigeait que tout scientifique se doit de reprendre les travaux de ses prédécesseurs pour tenter d’y apporter des corroborations (ou des réfutations) en concertation avec eux. Il pense que « Freud était un scientiste relativement dur » (ce reproche de scientisme fut également formulé par Paul Ricœur, théoricien de l'herméneutique).
Mais, en réalité, ce qui manque à l'argument de Jean Laplanche c'est le fait qui si l'on peut trouver de nombreuses assertions freudiennes ou de la psychanalyse qui soient réfutables, l'on peut trouver aussi des assertions réfutables dans les propos ou les écrits de n'importe quel individu, sans pour autant que cela fasse de lui un "scientifique", parce que la réfutabilité dont parle Jean Laplanche, au sujet de Sigmund Freud, n'est en rien au niveau des exigences de la réfutabilité scientifique envisagée par Karl Popper, laquelle exige trois conditions, toutes chronologiquement nécessaires, mais non suffisantes : la réfutabilité logique, puis empirique, puis méthodologique.[réf. nécessaire]

#### Psychanalyse comme pseudo-science
Cependant, de nombreux philosophes et scientifiques contestent toujours le caractère « poppérien » de la psychanalyse, la reconnaissant comme un modèle de pseudo-science, et Adolf Grünbaum pensait que s'agissant d'inférences inductives, Freud se livrait surtout à des affirmations péremptoires sans avoir jamais fourni la moindre preuve indépendante de ses théories,.
Des scientifiques comme J. Allan Hobson, auteur de nombreux travaux neuro-scientifiques sur les mécanismes du rêve, travaux qui démontreraient l'effondrement de la théorie freudienne, précise que le problème de la méthode freudienne, c'est son caractère subjectif, opérant depuis les origines en dehors de tout contrôle indépendant, n'ayant jamais fourni aucune étude quantitative ni même aucun test qui puisse être reproductible de façon systématique. Hobson précise en outre, qu'il est illusoire de vouloir comparer la psychanalyse à l'astronomie (puisque Freud comparait la révolution psychanalytique à celles de Galilée et de Copernic mais au niveau de l'être humain qui ne se trouvait plus au centre de lui-même), même si leurs objets de recherche respectifs ont ceci de commun qu'il est très difficile de faire des expériences. En revanche, poursuit Hobson, ce qui différencie radicalement la psychanalyse de l'astronomie, c'est que la première n'est en position de ne faire ni mesure ni prévision, alors que la seconde se base sur l'une et l'autre pour tester ses hypothèses. La psychanalyse a d’ailleurs plus à voir avec la physique et la physique quantique puisqu’elle émet des hypothèses de fonctionnement de mécanismes et de processus psychiques qu’on ne peut pas observer en direct mais simplement par rapport à leurs effets systématiques et reproductibles dans le comportement des êtres humains. 
De son côté, Karl Popper insiste sur la nécessité, dans le processus de « la logique de la découverte scientifique », que les tests réalisés aient un caractère intersubjectif et reproductible de manière indépendante. Car sans ces deux conditions indispensables, estime Popper, un fait particulier qui comporte en lui-même la possibilité d'une réfutation peut très bien n'avoir qu'une valeur accidentelle ou « subjective ». De plus, Popper insiste pour que les faits contradictoires aient d'abord acquis auprès de la communauté scientifique, le statut d'« énoncés de base acceptés », avant d'être soumis à des tests. C'est-à-dire des faits dont les conséquences empiriques et logiques ainsi que leur caractère inédit soient unanimement reconnus, après discussion, par les scientifiques. Selon Popper, les scientifiques doivent donc s'attacher à rechercher, de façon concertée et non isolée, les tests les plus sévères possibles, ce qui, selon Jean Laplanche ou J. Allan Hobson ne fut jamais le cas de Sigmund Freud.
À la lumière des diverses positions antagonistes exprimées, comme celles de Jean Laplanche ou de Karl Popper, il semble que ce qui ferait le plus défaut à la psychanalyse et à la démarche freudienne en particulier, pour accéder au statut de science, serait une certaine dimension sociale de la preuve.[réf. nécessaire] En 2024, Laurence Barrer montre qu’il est possible de mettre en évidence un mécanisme psychique (le démantèlement sensoriel) à partir de critères de preuve observables et de quantifications de durées de ce phénomène qu’elle met en tableaux et figures afin de visualiser avec les courbes obtenues l’évolution dans le temps de ce processus. 
Karl Popper, avec son critère des théories (à condition que les procédures de mise à l'épreuve des théories soient explicites, contrôlables de manière indépendante par les autres chercheurs, et non isolées donc subjectives), est l'un des philosophes des sciences à avoir le plus insisté sur cet aspect. Pour lui, aucune théorie ne peut être scientifique, si elle n'est pas réfutable de manière intersubjective et contrôlée, car chaque individu vivant sur Terre, fait sans arrêt, selon Popper, ses propres « conjectures et réfutations » isolées, dans le monde de ses propres pensées et projets subjectifs (que Popper nomme « le Monde 2 ») ou en relation avec son environnement constitué d'objets physiques, (« le Monde 1 »), ce qui est également le cas, selon Popper, de certains animaux. Les réfutations n'ont pas la moindre chance d'accéder au véritable statut « poppérien », si elles ne passent pas du « Monde 2 » au « Monde 3 », qui est celui de la connaissance objective, où les idées et les méthodes sont d'abord communiquées à d'autres, et encadrées au sein d'institutions qui organisent ce type d'échanges et de communications (laboratoires, articles, conférences, tests, etc.) pour éventuellement faire l'objet de tests scientifiques ou par exemple être identifiées comme métaphysiques voire reléguées au rang d'impostures intellectuelles.
Frank Cioffi, professeur à l’Université de Princeton, s’oppose aux arguments conjugués de Karl Popper et d’Adolf Grünbaum. Selon lui, d’une part, l’histoire des sciences regorge d’exemples de scientifiques qui n’ont pas été découragés par d’apparentes infirmations de leurs théories (rejoignant ainsi le point de vue d’Imre Lakatos, selon lequel un programme de recherche scientifique se développerait toujours dans un « océan d’anomalies »), et d’autre part, il évoque l’exemple de l’astrologie attirant toujours autant d’adeptes en dépit du fait qu’elle aurait été « mille fois réfutée ». En conséquence, le seul critère de scientificité valide, selon Cioffi, serait « la mauvaise foi – le silence observé sur les réfutations, l’invocation de confirmations imaginaires, la manipulation des données, voire le mensonge pur et simple ». Pour Cioffi, la psychanalyse est donc une pseudo-science, « parce que c’est une théorie de mauvaise foi » laquelle ferait des psychanalystes des « acrobates de la pensée ne tenant aucun compte des réfutations éclatantes qui leur sont opposées », cette mauvaise foi n’étant « le symptôme que d’un cynisme prêt à tout justifier pour préserver la cause ».
Dans son livre intitulé L'Imposture scientifique en dix leçons, le journaliste scientifique Michel de Pracontal qui s'appuie notamment sur le critère de Popper pour identifier les pseudo-sciences, donne son point de vue sur la psychanalyse. Il pense que dans son cas, (contrairement à Popper), que « le modèle des sciences de la nature ne s'applique pas à toutes les formes de connaissances et de théories. » Pour Pracontal, on peut soutenir que « la théorie psychanalytique est une théorie interprétative, qui permet de donner du sens à des comportements subjectifs », et que « l'expérience montre que trouver un sens aux événements de sa vie peut aider à se sentir mieux, ou moins mal. » Ceci suffirait à valider, « d'une certaine manière, les théories de Freud. » Mais, selon lui, ce que dit la psychanalyse ne pourrait être du même ordre que ce que nous apprend la physique, la chimie ou la biologie, et ce, contrairement à ce qu'avait toujours affirmé Freud.

### Ethnographie, sciences sociales

#### Œdipe
Jean-Pierre Vernant a dénoncé l'anachronisme et les contre-sens de la lecture psychanalytique du mythe d'Œdipe, en particulier tel qu'il est retravaillé dans la tragédie grecque.[réf. nécessaire] Cette fiction exploratoire qui sonde les fondements sociaux, religieux et politiques de la société grecque au moment de sa démocratisation à partir du VIe siècle av. J.-C. Ce mythe ne constitue en aucun cas une illustration d'un drame psychologique individuel et familial.
L'universalité du concept de complexe d’Œdipe semble invalidée par des recherches (notamment ethnographiques) parce qu’il s’agit d’un stade psychique d’évolution humaine structurant la pensée (il n’a rien à voir avec l’organisation morale sociale des sociétés et de leurs évolutions) par exemple :
- on ne retrouve pas partout l'interdit de l'inceste (les pharaons d'Égypte le pratiquaient, le mythe du frère-époux y était très présent, et Cléopâtre elle-même était fille d'un frère et d'une sœur) ;[réf. nécessaire]
- certaines sociétés n'ont pas de familles structurées autour du père.[réf. nécessaire] ce qui n’impacte pas le stade œdipien, puisqu’il se passe intrapsychiquement entre la position maternante, la position paternelle et le développement de l’enfant. Freud évoquait à son époque le Père et la Mère parce que la théorie psychanalytique n’était pas très avancée, elle venait de naître.

#### Critiques post-coloniales
Pour Célia Brickman, la psychanalyse impose un modèle de développement humain européen et blanc à toutes sociétés ou ethnies. Les théories de Freud sont donc une forme ou un instrument d'impérialisme intellectuel.

## Controverses sur les «piliers» de la psychanalyse

### Problème du déterminisme psychique absolu et aprioriste
Pour de nombreux intervenants dans la critique externe de la psychanalyse, les positions de Freud sur le déterminisme demeurent cruciales, tout comme elles le sont pour tout autre projet de « faire science ». On peut citer Frank Sulloway, Jacques Van Rillaer, Jacques Bouveresse, Ludwig Wittgenstein[réf. nécessaire], Karl Popper.
L'erreur fondamentale de Freud serait d'avoir fondé un apriorisme absolu en excluant le hasard et le non-sens au niveau du déterminisme psychique inconscient. Comme l'écrivent Bouveresse et Sulloway, seule une telle version du déterminisme pouvait permettre à Freud de prétendre investiguer des associations libres et de n'entrevoir que des causes exclusivement psychiques des névroses ou des psychoses.[réf. nécessaire]
Ces auteurs, comme de nombreux autres, démontrent ainsi qu'il devient impossible de détacher les conceptions déterministes de Freud de ce qui fonde sa pratique thérapeutique.[réf. nécessaire] Le psychanalyste Pierre-Henri Castel semble plus sévère encore sur ce problème, en argumentant que le déterminisme psychique tel que Freud l'envisage se répercute directement sur l'efficacité thérapeutique. Castel écrit[réf. nécessaire] : 

« […] Il est difficile, ainsi, de concilier l'ambition déterministe, donc la réalité de lois causales contraignantes dans la vie psychique (y compris dans ses manifestations ordinairement considérées comme contingentes), et l'idée d'une guérison de la névrose qui remettrait entre les mains du malade quelque chose, un mécanisme sur lequel il pourrait agir, en opérant les choix (moraux ou esthétiques) dont Freud parlait la veille. »

Castel reproche de manière explicite au déterminisme freudien[réf. nécessaire] d'être beaucoup trop large en faisant en sorte que « rien n'échappe aux lois de l'inconscient ». Pour Castel, le déterminisme tel que l'a envisagé Freud n'a ainsi plus « aucune valeur explicative dans le réel », puisque, selon ses termes il se métamorphoserait en « principe métaphysique » (Castel).
Les engagements ontologiques déterministes de Freud constituent donc le fil directeur de toute la doctrine. Il introduit le chapitre 12 de Psychopathologie de la vie quotidienne par les propos suivants :

« La conclusion générale qui se dégage des considérations particulières développées dans les chapitres précédents peut être formulée ainsi : certaines insuffisances de notre fonctionnement psychique […] et certains actes en apparence non-intentionnels se révèlent, lorsqu’on les livre à l’examen psychanalytique, comme parfaitement déterminés par des raisons qui échappent à la conscience. »

De plus, Freud parle de « certaines » insuffisances et actes, donc, a priori, d'un déterminisme psychique absolu qui ne s'appliquerait que dans certains cas concernant la causalité psychique et non dans tous les cas. Autrement dit que l'individu n'est pas, selon Freud entièrement soumis au principe du déterminisme qu'il propose. Mais après la lecture globale de l'œuvre de Freud, il semble qu'il s'y inscrive bien, c'est en tout cas l'avis des épistémologues critiques de la psychanalyse[réf. nécessaire] tel que Karl Popper.

Frank Sulloway souligne encore : 

« Dans le travail scientifique auquel il consacra toute sa vie, Freud se caractérise par une foi inébranlable dans l'idée que tous les phénomènes de la vie, y compris ceux de la vie psychique, sont déterminés selon des règles inéluctables par le principe de la cause et de l'effet. […] Qui plus est, que les réponses du patient fussent vérité ou fantasme, elles étaient toujours déterminées psychiquement, comme Freud l'expliquait devant la Société de psychanalyse de Vienne en 1910. »

#### Thèse de Popper
D'après Popper, toute science vise à la corroboration de lois universelles dont le but est de permettre la prédiction, l'explication, ou la description des phénomènes. Autrement dit, toute science, selon Popper, a pour but de montrer comment ses objets d'études sont « déterminés ». Cependant la position de Popper est nuancée dans la mesure où il rejette tout déterminisme aprioriste et absolu, tout en considérant que la science ne peut se passer de la recherche de lois causales précises, donc déterministes, mais qui ne peuvent jamais atteindre un déterminisme absolu.
En conséquence, la science vise donc à l'édification de lois précises, ou causales (donc déterministes) ou de lois fréquentistes (Popper explique que ces deux types de recherche ne sont nullement incompatibles).
Karl Popper fait la démonstration de l'impossibilité de toute forme de déterminisme absolu et aprioriste (prima faciae), qu'il nomme « déterminisme scientifique », d'avoir une quelconque valeur explicative, descriptive et prédictive. Pour Popper, cette forme de déterminisme prima faciae et absolue, n'est absolument d'aucune utilité pour la science car elle ne peut avoir strictement aucune valeur explicative.

#### «Déterminisme psychique absolu»
Sur le déterminisme psychique absolu, Freud écrit : « On sait que beaucoup de personnes invoquent à l'encontre d'un déterminisme psychique absolu, leurs convictions intimes de l'existence d'un libre arbitre. Cette conviction refuse de s'incliner devant la croyance au déterminisme » ; excluant tout « hasard » et « valable sans exception », mais aussi « aprioriste », ce qui est le trait distinctif crucial du déterminisme psychanalytique.
Il souligne encore que : « Nous ne serons pas étonnés de constater que l'examen analytique révèle comme étant parfaitement déterminés, non seulement les nombres, mais n'importe quel mot énoncé dans les mêmes conditions. »
Ainsi, selon cette conception du déterminisme (qui ne laisse a priori aucune part au hasard), Freud devrait pouvoir, non seulement interpréter (comme il le fait dans Psychopathologie de la vie quotidienne), mais aussi expliquer causalement, ainsi que prédire tous les nombres et tous les mots, si c'est bien une science de l'inconscient qu'il prétendait fonder. Le déterminisme psychique absolu implique donc la possibilité d'expliquer et prédire n'importe quel nombre ou mot composé d'autant de membres que l'on voudra, et ce, en excluant toute erreur aussi minime soit-elle.
Pierre-Henri Castel, a également remarqué les problèmes liés aux conceptions de Freud sur le déterminisme. Castel souligne, par exemple : 

« […] La position de Freud, pour être conséquente, doit donc interpréter tous les phénomènes considérés en général comme fortuits, comme des produits du déterminisme psychique. Il n'est plus ici question du rêve ou du mot d'esprit, mais de la liste par définition indéfiniment ouverte des ratages qui attestent l'action d'un refoulement. »

#### Déterminismea priori
Ce déterminisme psychique absolu est a priori.
Cet apriorisme (qui constitue le caractère crucial du déterminisme tel que Freud le concevait) relevé, notamment, par Timpanaro, est en effet nécessaire pour pouvoir permettre une technique thérapeutique fondée sur l'interprétation des associations dites « libres », puisque pendant l'analyse, selon Freud, le patient doit dire tout ce qui lui passe par la tête (en effet, Freud écrit dans Cinq leçons sur la psychanalyse : « […] il faut […] qu'il dise tout ce qui lui vient à l'esprit, même s'il pense que c'est inexact, hors de la question, stupide même, et surtout s'il lui est désagréable que sa pensée s'arrête à une telle idée. S'il se soumet à ces règles, il nous procurera les associations libres qui nous mettront sur les traces du complexe refoulé »).
Si c'est donc bien l'ensemble des associations verbales, [ou non verbales comme des dessins ou des œuvres d'art] que la psychanalyse se propose d'expliquer à l'aide de ses lois causales strictes, en tant que ces associations seraient appréhendées comme « libres », alors il est nécessaire pour la psychanalyse de disposer d'une théorie fondée sur un tel déterminisme permettant d'appréhender, « a priori et sans aucun risque d'erreur puisqu'elle exclut le hasard », le libre jeu apparemment indéterminé et libre de toutes les associations verbales ou non verbales que peut faire le genre humain. D'après Karl Popper, et aussi Jacques Bouveresse, aucun déterminisme de ce type, ne peut en réalité, permettre à la psychanalyse ou même à tout autre doctrine de réaliser les objectifs qu'elle se donne que ce soit sur le plan théorique, ou thérapeutique.
On remarque que Freud exclut de la « vie psychique », toute possibilité d'arbitraire (c'est-à-dire, pour lui, de quelque chose de soumis au contrôle du libre-arbitre, donc de la conscience), et de fortuit (c'est-à-dire le hasard). Mais en excluant de façon aussi explicite le hasard au niveau d'une causalité inconsciente, Freud exclut aussi, logiquement, toute erreur de calcul que puisse faire l'inconscient, perspective invalidée par Karl Popper.
Jacques Bouveresse avance que, en s’appuyant (notamment) sur la critique du « déterminisme scientifique » élaborée par Karl Popper, les théories freudiennes supposées détenir une valeur explicative ne pourraient en réalité fournir les causes aussi strictes impliquées par l’affirmation d’un déterminisme psychique absolu et aprioriste (prima faciae), et, encore moins, donner lieu à de quelconques prédictions sur le psychisme humain, puisque la capacité revendiquée par Freud de fournir les causes d’un phénomène implique logiquement celle de pouvoir les prédire.
En somme, et en reprenant les analyses de Lévi-Strauss et du marxiste Timpanaro, Jacques Bouveresse fait remarquer que la psychanalyse se rapprocherait beaucoup plus de la « magie concrète » que de la science, en raison, précisément, de ses positions favorables à un déterminisme strict excluant le hasard. Cette critique, selon laquelle la psychanalyse ne serait qu'une « pensée magique » établie dans la « mentalité primitive », et qui procéderait par « développements scolastiques », à cause de son déterminisme strict négligeant les « secondes causes », se retrouve aussi chez Pierre Debray-Ritzen.

### Théorie des rêves

#### Historique
D'un point de vue de l'histoire du freudisme, c'est le rêve de Freud de l'injection faite à Irma, dans la nuit du mardi 23 au mercredi 24 juillet 1895, qui constitue le point de départ de toute l'invention de la psychanalyse.
En réalité, et selon des historiens critiques de Freud, comme Robert Wilcocks, l'analyse de la correspondance entre Freud et son ami Fliess, à cette époque, démontre de façon claire, « que ce célèbre « rêve de l'injection faite à Irma » n'a jamais pu se dérouler comme Freud le laissait entendre dans « Die Traumdeutung ». Ce « rêve » n'est qu'une invention rhétorique de Freud pour « persuader » son public viennois de la validité de ses curieuses méthodes nouvelles ».
Selon ces historiens, toute l'invention de la psychanalyse débute donc par un mensonge. Ce mensonge serait ce « rêve princeps » de Sigmund Freud qui au cours de son auto-analyse, et par l'analyse de ce rêve (puis des suivants), théorise la psychanalyse comme « la voie royale vers l'inconscient ».

#### Critiques philosophiques, épistémologiques
Dans son livre La Psychanalyse à l'épreuve, Adolf Grünbaum étudie l'efficacité revendiquée par Freud de sa méthode d'interprétation des rêves, à partir des associations libres des patients, pour valider ses théories sur le refoulement inconscient. Grünbaum propose que Freud échafauderait des inférences fallacieuses, lesquelles ne lui permettraient pas de mettre en évidence le refoulé dans le rêve de manière satisfaisante. Le principal reproche fait à Freud par Grünbaum, est de n'avoir jamais donné de confirmation clinique indépendante pour ses thèses sur le refoulement dans le rêve, confirmations qui ne soient contaminées par les attentes théoriques de Freud. Grünbaum en conclut à l'effondrement total de l'étiologie psychanalytique, lequel ruinerait radicalement la pertinence de la méthode d'investigation de l'association libre dans la conduite de l'enquête étiologique. Car Freud, explique Grünbaum, 

« avait énoncé cette règle fondamentale de l'association libre comme une maxime de recherche clinique, parce qu'il pensait que les associations régies par elle permettaient d'identifier de manière fiable les agents pathogènes inconscients de la névrose. »

René Pommier publie une critique de la méthode d'interprétation des rêves. L'essentiel de ses reproches recouvre l'usage du symbolisme pratiqué par Sigmund Freud, pour ne retrouver dans les faits cliniques étudiés que les idées préconçues qu'il y a mises ou les fruits de son imagination. Il accuse Freud d'établir avec les éléments du rêve qu'il observe, des liaisons qui paraissent d'autant plus « étonnantes » au père de la psychanalyse qu'elles seraient en réalité « arbitraires et saugrenues ».

#### Critiques scientifiques
J. Allan Hobson, professeur de psychiatrie à la Harvard Medical School et directeur de neurophysiologie au Massachusetts Mental Health Center, avance un modèle neurobiologique du rêve, le modèle dit d'activation-synthèse, qui démontre l'effondrement total de toutes les théories freudiennes sur le rêve, qu'elles soient d'ordre physiologique ou psychique. L'hypothèse d'activation-synthèse propose un « mécanisme cérébral nécessaire et suffisant pour qu'il y ait rêve ». « Rêver est considéré, dans cette hypothèse, comme un processus endogène avec une dynamique propre, génétiquement déterminée. Il ne saurait y avoir de sens informatif caché dans ce processus ». Néanmoins, cette hypothèse serait moins déterministe que les théories antérieures, car elle suppose un système de traitement de l'information ouvert, capable de créer des informations nouvelles. Le processus d'activation-synthèse, s'oppose radicalement à la théorie freudienne, en faisant passer la signification du rêve « de l'opacité à la transparence, et en considérant que le processus onirique est plus progressif que récessif, (…) plus créatif que destructif. En un mot, comme un processus plutôt sain que névrotique ».
Hobson accuse Freud d'avoir non seulement fait table rase des travaux des chercheurs de sa génération, mais aussi de les avoir systématiquement discrédités pour mieux imposer son point de vue comme étant le seul valide. Il lui reproche aussi de n'avoir jamais fourni la moindre étude comparative quantitative sur ses hypothèses, utilisant les cas contradictoires possibles comme des exceptions qui confirmaient toujours sa théorie. Il s'oppose aussi à la théorie de Freud selon laquelle « rien de ce que nous avons possédé mentalement ne peut être totalement perdu » (Freud, 1900), et argumente sur le fait que l'on possède aujourd'hui des preuves expérimentales montrant clairement que les souvenirs de la prime enfance (que les psychanalystes ont estimé être la source des conflits ultérieurs) sont en fait irrémédiablement perdus. Hobson en vient à écrire qu'« une fois démolis ces deux postulats jumeaux : l'information ne peut être construite ; l'information ne peut être perdue, beaucoup d'arguments freudiens s'effondrent de manière catastrophique ».
En conclusion, Hobson pense que la psychanalyse n’est qu’une pseudo-science se basant sur des élaborations « obscurantistes » et qui ne possède « aucune base empirique » solide. Freud a basé son postulat de la censure sur des patients dont la répression des désirs sexuels lui a paru pathologique, mais sa théorie de la répression repose, selon Hobson, sur une image erronée du système nerveux qu’avait conçue Freud. Pour Hobson, la théorie de Freud sur le rêve n’est donc que « spéculative et a priori », ne reposant sur « aucune preuve expérimentale » fondée sur des tests, d’autant que la théorie freudienne, ajoute Hobson, « n’est pas construite selon une logique qui la rende susceptible de vérification expérimentale », précisant « que les psychanalystes n’ont jamais défini quelle sorte de preuve pourrait infirmer leur théorie », ce qui serait le cas, pour la théorie des rêves, depuis presque quatre-vingt-dix ans.

## Critiques relatives à la légitimité du psychanalyste
La pratique de la psychanalyse n'implique pas la détention d'un diplôme universitaire particulier. Pour être affilié à une association de psychanalystes, le praticien doit avoir été lui-même analysé par l'analyse didactique.

### Légalité et réglementation
L'accès aux métiers en rapport avec les soins médicaux, psychiatriques ou non, sont strictement encadrés dans la plupart des pays occidentaux. En France la psychanalyse en tant que psychothérapie est assujettie à la réglementation des psychothérapies (règlementées en 2011). Mais le cadre des psychothérapies est différent selon chacune. Effectivement c’est un problème en France de ne pas avoir d’ordre national pour tenter d’unifier tout cela.
Lacan lui-même a qualifié d'escroquerie la pratique freudienne donc il se réclame pourtant en ayant créé l’association de l’Ecole de la Cause Freudienne : 

« Notre pratique est une escroquerie. Bluffer, faire ciller les gens, les éblouir avec des mots qui sont du chiqué, c'est quand même ce qu'on appelle d'habitude du chiqué… Du point de vue éthique, c'est intenable, notre profession… Il s'agit de savoir si oui ou non Freud est un évènement historique. […] Je crois qu'il a raté son coup. C'est comme moi, dans très peu de temps, tout le monde s'en foutra de la psychanalyse. »

— Jacques Lacan, 26 janvier 1977
Pour Jacques Van Rillaer, « le célèbre psychanalyste, arrivé au terme de l’existence, a voulu simplement jeter le masque. » en parlant de Lacan. 
Selon le psychanalyste Jean-Louis Sous, cet extrait a été mis en avant par les auteurs du Livre noir de la psychanalyse en y voyant un argument d'autorité qui puisse se retourner contre lui, mais ceux-ci n'ont pas précisé le contexte de cette citation tronquée, alors que les dires de Lacan doivent être lus avec attention. La suite de la citation étant : 

« La psychanalyse est peut-être une escroquerie mais ce n’est pas n’importe laquelle. C’est une escroquerie qui tombe juste par rapport à ce qu’est le signifiant… et il suffirait que je connote le S2 non pas d’être second dans le temps mais d’avoir un sens double pour que le S1 prenne sa place et sa place correctement. »

— Jacques Lacan, Ibid.
Ce qui signifie, d'après Jean-Louis Sous, que le sens n'est pas transparent, le signifiant étant polysémique et ne relève pas d'un signifié unique.
Un peu plus loin, Jacques Lacan dira même que :

« La psychanalyse n’est pas, je dirais, plus une escroquerie que la poésie elle-même qui se fonde précisément sur cette ambiguïté dont je parle et que je qualifie de sens double. »

— Jacques Lacan, Ibid.
Pour Lacan, affirmer que la signification d'un comportement serait transparente, univoque, classable dans une échelle est a contrario une escroquerie telle qu'elle se donne à voir dans l'économie du lien social et le « plus-de-jouir » du discours capitaliste, dit Jean-Louis Sous.

### L'impact scientifique de la psychanalyse
Selon un rapport de l'IPA (International Psychoanalytical Association), concernant la fréquence de moyenne de citation de l’International Journal of Psychoanalysis et du journal de l’Association psychanalytique américaine dans le « Social Science Citation Index », on montre un déclin des citations par d'autres journaux.

## Critiques historiques et politiques
Le psychiatre Henri Ellenberger a développé les critiques sur ce qu'il appelle les « légendes » de l'histoire freudienne (Histoire de la découverte de l'inconscient, 1970). Par ailleurs souvent reconnu par les défenseurs de la psychanalyse comme un critique impartial et érudit de son histoire, lui reconnaissant certaines qualités, il écrit qu’il est très difficile de juger en toute objectivité l’influence de Freud tant son histoire trop récente serait déformée par les légendes, et qu’il « serait d'un intérêt inestimable de découvrir le point de départ de la légende freudienne et d'analyser les facteurs qui ont permis son développement. ».
Frank J. Sulloway, dans Freud biologiste de l'esprit, ainsi que Mikkel Borch-Jacobsen et Sonu Shamdasani, dans Le dossier Freud, enquête sur l'histoire de la psychanalyse, développent à la suite d'Ellenberger (et en reprenant parfois ses thèses) des arguments concernant ce qu'ils appellent le mythe du héros, des légendes, des produits de l'imagination de Freud, etc. Les arguments de ces historiens ont été repris à leur suite par d'autres intellectuels ayant entrepris des recherches et publié des travaux critiques de nature historique sur Freud et la psychanalyse.
Sigmund Freud s'est présenté comme le Galilée de la psychologie de son temps, le découvreur de l'inconscient et de la psychanalyse qui serait devenue sa « science privée » (Mikkel Borch-Jacobsen et Shamdasani),. Or, Auguste Forel, contesta à Freud la découverte de la méthode psychanalytique en ces termes :

« Le découvreur de la méthode psychanalytique, tant du point de vue de sa signification psychologique que de sa signification thérapeutique, est le Dr Joseph Breuer de Vienne. »

Henri Ellenberger relativise l'originalité de la découverte freudienne :

« La légende freudienne passe à peu près complètement sous silence le milieu scientifique et culturel dans lequel s’est développée la psychanalyse, d’où le thème de l’originalité absolue de tout ce qu’elle a apporté : on attribue ainsi au héros le mérite des contributions de ses prédécesseurs, de ses associés, de ses disciples, de ses rivaux et de ses contemporains en général. »

Pour la psychiatrie organiciste, la psychanalyse est un produit de l'imagination de Freud et de ses successeurs.[réf. nécessaire] En effet, selon les travaux des « Freud scholars », ce dernier, depuis ses débuts jusqu'à la fin de sa vie, n'aurait jamais admis de témoin indépendant dans son cabinet (au contraire de certains de ses plus éminents premiers modèles tels Charcot) ni de contrôle extra-clinique et reproductible de ses théories, en rejetant de manière explicite la méthode expérimentale, dans une réponse à Rosenzweig.
Borch-Jacobsen et Sonu Shamdasani, soutiennent également que :

« L'ignorance systématique des travaux des autres chercheurs et le refus systématique de s'ouvrir à leurs critiques sont un des traits distinctifs de l'obédience psychanalytique. »

Les mêmes auteurs affirment également que la théorie de l'inconscient et le complexe d'Œdipe seraient entièrement le fruit de l'échec reconnu par Freud lui-même de sa propre auto-analyse par introspection, procédé déjà reconnu comme obsolète en son temps, et déjà longtemps avant, par Emmanuel Kant.

« C'est une chose digne de réflexion, une chose utile et nécessaire pour la logique et la métaphysique, d'observer en soi les différents actes de la faculté représentative, lorsqu'on les provoque. Mais vouloir s'épiloguer, prétendre connaître la manière dont ces actes surgissent d'eux-mêmes dans l'âme sans être suscités (…), c'est un renversement de l'ordre naturel dans la faculté de connaître (…) c'est déjà ou une maladie de l'esprit (…), ou un acheminement à la folie. »

Selon les plus récents travaux des « Freud scholars » (Mikkel Borch-Jacobsen et Sonu Shamdasani), Freud n'aurait, en travaillant reclus dans son cabinet et en excommuniant systématiquement les critiques, bâti que « sa science privée », ainsi que des légendes autour de son personnage et de sa doctrine afin de mieux imposer l'objectivité de ses études et de ses résultats d'une part, et de rigueur et d'honnêteté de ses méthodes d'autre part. Freud aurait dissimulé ses inspirations de biologiste (jugées obsolètes, par Ernst Kris, l’un de ses plus ardents défenseurs), dans la conception de ses théories, afin de mieux donner l’impression d’une rupture scientifique radicale avec la psychologie de son temps, pour s’affirmer, en « pur psychologue » comme le nouveau « Galilée » de la psychologie. C'est donc ce travail de dissimulation de ses inspirations biologistes obsolètes qu'aurait opéré Freud, qui justifie le qualificatif de « cryptobiologiste de l'esprit », utilisé par Frank Sulloway dans son étude. Toutefois, ce point de vue est critiqué, par Borch-Jacobsen et Shamdasani.
Les « Freud scholars » semblent unanimes sur le fait que Freud fut le seul témoin privilégié de la création de ses théories et de leur confirmation, et du traitement des grands cas censés être représentatifs de l'efficacité de sa méthode thérapeutique ainsi que de la validité des théories qui les sous tendent.
Les travaux des Freud scholars sont parfois qualifiés « d’insultants » ou « d'infamants », par des défenseurs de la psychanalyse. L'argument du complot, et de la « conspiration », revient aussi de façon récurrente dans les discours et les écrits des défenseurs de la psychanalyse,[réf. souhaitée] qui voient dans les critiques une « haine » contre Freud et la psychanalyse, donc de l'irrationnel qui ne peut être traité sur le front du discours rationnel et critique mais sur celui du symptôme.

### Critiques marxistes
Les marxistes, à part quelques exceptions notables comme Trotsky, considéraient la psychanalyse comme une science bourgeoise. L’association psychanalytique russe a existé au début des années 1920 et s'est éteinte dans les années 1930 car la représentation conceptuelle freudienne du sujet clivé était incompatible avec le marxisme. Toutefois, il y eut un courant intellectuel désigné sous le nom de freudo-marxisme dont les principaux représentants ont été les psychanalystes de la gauche freudienne : d'Otto Fenichel à Wilhelm Reich, ainsi qu'Erich Fromm et Herbert Marcuse. Mais c'est en France que s'effectua avec le plus de richesse la jonction entre l'idéal communiste et l'idée d'une subversion freudienne, avec le mouvement surréaliste et le double projet de révolution du langage et de la réalité. Freud manifesta toujours une hostilité, sinon au marxisme, du moins au communisme et surtout aux freudo-marxistes et aux surréalistes. Louis Althusser, en 1964, inaugura une refonte du marxisme, à partir d'une lecture largement inspirée des thèses freudiennes.

### Nazisme et psychanalyse
D'après Stephen Frosh deux thèses s'opposent et correspondent pour l'une à la destruction, pour l'autre à une continuité de la psychanalyse durant le régime nazi.

#### Allemagne
La pratique de la psychanalyse n'a pas disparu sous le régime nazi. Des psychanalystes non juifs ont continué à œuvrer au sein de l’Institut Göring dirigé par le psychiatre Matthias Göring, ou Boehm et Müller-Braunschweig comme Karl Jung (voir lettre signée par Jung et Göring).

#### France
Parmi les psychanalystes français, l'attitude politique des psychanalystes Georges Mauco, et René Laforgue sont à étudier.

## Critiques éthiques

### Critiques thérapeutiques
De plus en plus d'analyses et de recherches publiées à orientations historiques et épistémologiques mais aussi thérapeutiques, remettent en question les résultats et la validité des méthodes employées par Freud, ses effets thérapeutiques, mais aussi, la probité scientifique et morale de celui-ci. Selon Mahony, « Dora », aurait été traumatisée deux fois : par son agresseur, puis par son thérapeute (Freud) : 

« Sans exagération aucune, le cas, sa publication et l'accueil qu'il a reçu par la suite peuvent être qualifiés d'exemple de perpétuation de sévices sexuels. Dora avait été traumatisée, et Freud l'a traumatisée une nouvelle fois. Et pendant à peu près un demi-siècle, la communauté psychanalytique a, soit gardé un silence complice sur ces brutalités, soit ignoré celle-ci par adoration aveugle. »

Judd Marmor constate : 

« Selon le point de vue de l'analyste, les malades de chaque école semblent fournir les données phénoménologiques qui confirment précisément les théories et les interprétations de leur analyste ! Ainsi chaque théorie semble s'auto-valider. »

Selon le Prix Nobel de médecine Eric Kandel, il y aurait des preuves irréfutables de l'efficacité des thérapies non psychodynamiques, alors que, selon lui, 

« il n'y a pas de preuve irréfutable, à part des impressions subjectives, que la psychanalyse est meilleure que la thérapie non analytique ou le placebo. »

En France, le rapport de l'Institut national de la santé et de la recherche médicale sur l'évaluation des psychothérapies, demandé par les fédérations des usagers, suscita de très vives réactions d'indignation de la part des milieux favorables à la psychanalyse. En effet, ce rapport apporte la preuve d'une supériorité des thérapies cognitivo-comportementales (TCC), dans la majorité des troubles mentaux, par rapport aux thérapies d'inspiration psychodynamique. Ce rapport fut retiré du site du Ministère de la Santé Publique. Il reste accessible sur le site de l'INSERM.

### L'accusation de subjectivisme, et de mensonges
L'accusation de subjectivisme semble bien étayée par les propres propos de Freud. Il écrit, dans Introduction à la psychanalyse, première partie, « Les actes manqués » : 

« La conversation qui constitue le traitement analytique ne supporte pas d'auditeurs ; elle ne se prête pas à la démonstration. […] Vous ne pourrez donc pas assister en auditeurs à un traitement psychanalytique. Vous pouvez seulement en entendre parler et, au sens le plus rigoureux du mot, vous ne pourrez connaître la psychanalyse que par ouï-dire. […] Tout dépend, en grande partie, du degré de confiance que vous inspire celui qui vous renseigne. »

Les propres affirmations du Freud, paraissent s'accorder avec les critiques de Borch-Jacobsen et Shamdasani , où, après avoir décrit les « mensonges », les « assertions trompeuses », les « équivoques stylistiques » et les « silences intéressés », les auteurs soutiennent que : « […] Freud n'est plus un témoin fiable. Ou plutôt, il n'est qu'un témoin parmi d'autres, particulièrement douteux et partial étant donné les multiples bénéfices théoriques, pratiques, économiques et institutionnels qu'il retire de ses témoignages », et surtout qu'il n'aurait bâti qu'une « science privée » et « légendaire », en dehors de tout contrôle indépendant, donc selon une démarche diamétralement opposée à la vraie science.
Depuis quelques années, surtout depuis l'exposition Freud aux États-Unis, on assiste à une montée de critiques à caractère moral basées sur la personne de Freud (il aurait été un « menteur », un « charlatan », un cocaïnomane) et sur ce que cela implique en termes de validité scientifique.[réf. nécessaire]
Des historiens comme Mikkel Borch-Jacobsen et Sonu Shamdasani dans « Le dossier Freud. Enquête sur l'histoire de la psychanalyse », démontrent donc que toute la psychanalyse n'est que la « science privée » de Freud, et qu'elle ne peut, de ce fait, être considérée comme une science. À la suite de ce constat, les historiens démontrent qu'en détruisant, par l'analyse historique, les légendes protectrices et mensongères qui seraient destinées à protéger Freud et la psychanalyse de la prise de conscience de leur histoire réelle entièrement dépendante des mensonges freudiens, on porterait un coup fatal à la crédibilité de l'un et de l'autre. Ni Freud, ni « sa » psychanalyse ne résisteraient à « la police du passé » (Borch-Jacobsen).
Le livre Le Livre noir de la psychanalyse montre grâce aux travaux d'historiens[réf. nécessaire] qui ont pu retrouver des patients que Freud avait décrits dans ses livres en retrouvant leur vrai nom, que la plupart de ceux-ci n'étaient pas du tout guéris comme le prétendait Freud, mais que Freud utilisait ses publications pour promouvoir la psychanalyse et non comme un compte-rendu scientifique de ces « cures » psychanalytiques prétendument réussies.

### Un mouvement parfois qualifié de «sectaire»
Même au sein des psychanalystes des voix s'élèvent sur le danger du sectarisme de la psychanalyse, lié au fait que, en France, les différentes écoles sont organisées en associations loi de 1901 ce qui permet d'empêcher les voix divergentes d’une doctrine de s’exprimer. En plus le coût de la formation étant élevé et l’enseignement limité à quelques grandes villes, l’accès à la formation est difficile.[réf. nécessaire]

« Le mode d’organisation est à mi-chemin entre celui des sectes, des églises et corporations, ce qui engendre un coût psychologique écrasant : conformisme, croyance et discours clos. »

Depuis le début, des voix se sont élevées qui rapprochaient la psychanalyse d'une secte. C'était le cas d'Alfred Hoche, psychiatre allemand, l'un des premiers critiques de la psychanalyse, qui écrivit en 1910 : 

« De façon étonnante, un grand nombre de disciples, en partie carrément fanatiques, se sont ralliés à présent à Freud et le suivent où qu'il les mène. Parler à ce propos d'une “école freudienne” serait en réalité complètement déplacé, dans la mesure où il n'est pas question de faits scientifiquement probables ou démontrables, mais d'articles de foi ; en vérité, si j'en excepte quelques têtes plus pondérées, il s'agit d'une communauté de croyants, d'une sorte de secte (eine Art von Sekte) avec toutes les caractéristiques qui s'y rapportent. […] Le mouvement freudien est en fait le retour, sous une forme moderne, d'une Medicina magica, une sorte d'enseignement secret (Geheimlehre) qui ne peut être pratiqué que par des devins qualifiés. »

D'autres critiques célèbres de la psychanalyse, tel Henri Ellenberger, portent le même jugement sur la psychanalyse (Voir par exemple, l'organisation d'un « Comité secret » par Freud, et la distribution d'un anneau aux fidèles, membres de ce Comité). Henri Ellenberger écrit : 

« La psychanalyse est-elle une science ? Elle ne répond pas aux critères (science unifiée, domaine et méthodologie définie). Elle répond aux traits d'une secte philosophique (organisation fermée, initiation hautement personnelle, doctrine changeante mais définie par son adoption officielle, culte et légende du fondateur.» « Et encore ceci : Ce que Freud a introduit : […] retour au système « secte » antique : […] initiation de caractère plus qu'intime, sacrifices d'argent considérable[s], doctrine commune, culte du Fondateur. »

— Dans : « Les incertitudes de la psychanalyse », notes dactylographiées, Centre Henri Ellenberger, hôpital Saint-Anne, Paris

Lettre d'Eugen Bleuler à Sigmund Freud, 1er janvier 1912 : 

« S'il ne s'agissait que d'une association au même sens que d'autres, personne n'aurait pu trouver à y redire et elle aurait simplement été utile. Mais c'est le type d'association qui est néfaste. Plutôt que de s'efforcer d'avoir beaucoup de points de contact avec le reste de la science et d'autres scientifiques, l'Association s'est isolée du monde extérieur avec des barbelés, ce qui blesse tant les amis que les ennemis. […] Les psychanalystes eux-mêmes ont justifié les méchantes remarques de Hoche sur le sectarisme, qui à l'époque étaient injustifiées. »

### Le problème des rapports à l'argent
La nécessité de payer les séances en liquide est considérée par certains critiques de la psychanalyse comme un indice de la vénalité des psychanalystes. Sigmund Freud était en effet déjà critiqué en son temps pour cette raison, notamment par les médecins viennois.
Pour les psychanalystes, cette règle obéit à une théorisation précise : l'aspect concret de l'argent liquide lui permet d'être intimement relié à de nombreux motifs inconscients que la cure vise à rendre conscients afin qu'ils puissent y être élaborés.

### Critiques de nature religieuse
Henri Baruk remarquait que « toute la psychologie moderne n'est qu'une négation, implicite ou explicite, de la conscience morale. » C'est ainsi que les critiques religieuses reposent soit sur des raisons morales, soit sur une vision idéale de l'humain qui ne peut intégrer la vision dualiste de Freud.
- L'explication par le bas étant incompatible avec l'explication par le haut, l'Église catholique accuse la psychanalyse de justifier la fornication et de prétendre que tous les problèmes psychologiques auraient leur source dans une sexualité refoulée.

Le prêtre franciscain Agostino Gemelli écrit dans Psicoanalisi e Cattolicismo (1950) que les théories de Freud sont inacceptables pour l'église catholique. Pie XII a explicitement condamné la technique psychanalytique dans son discours aux médecins neurologues du 13 septembre 1952 : 

« Pour se délivrer de refoulements, d'inhibitions, de complexes, psychiques, l'homme n'est pas libre de réveiller en lui, à des fins thérapeutiques tous et chacun de ces appétits de la sphère sexuelle, qui s'agitent ou se sont agités en son être et roulent leurs flots impurs dans son inconscient ou son subconscient. Il ne peut en faire l'objet de ses représentations et de ses désirs pleinement conscients avec tous les ébranlements et répercussions qu'un tel procédé entraine. Pour l'homme et le chrétien, il existe une loi d'intégrité et de pureté personnelle. L'estime personnelle de soi interdit de se plonger aussi totalement dans le monde des représentations et des tendances sexuelles. »

« Il n'est pas prouvé, il est même inexact que la méthode pansexuelle d'une certaine école de psychanalyse soit une partie intégrante indispensable de toute psychothérapie sérieuse et digne de ce nom. »

- Le yogi indien Sri Aurobindo, répondant à une question posée par un de ses auditeurs, en 1936, s’est montré très critique à l’égard des travaux de Freud. Il n’aborde pas le sujet sous l’angle des valeurs morales. Ainsi, lorsqu’il emploie les mots «purification» et «impur», il ne sous-entend pas les notions de bien ou de mal, mais celle d’effort à réaliser sur soi-même pour se perfectionner, dans le cadre de la pratique de ce qu’il appelle le «yoga intégral»:

« Your practice of psycho-analysis was a mistake. It has, for the time at least, made the work of purification more complicated, not easier. The psycho-analysis of Freud is the last thing that one should associate with Yoga. It takes up a certain part, the darkest, the most perilous, the unhealthiest part of the nature, the lower vital subconscious layer, isolates some of its most morbid phenomena and attributes to it and them an action out of all proportion to its true role in the nature. (…) Moreover, the exaggeration of the importance of suppressed sexual complexes is a dangerous falsehood and it can have a nasty influence and tend to make
the mind and vital more and not less fundamentally impure than before. »
— Sri Aurobindo, Bases of Yoga, 1936, p. 218, .

« Votre pratique de la psychanalyse était une erreur. Elle a, pour le moment du moins, rendu le travail de purification plus compliqué, pas plus facile. La psychanalyse de Freud est la dernière chose que l'on devrait associer au yoga. Elle occupe une certaine partie, la plus sombre, la plus périlleuse, la plus malsaine de la nature, la couche vitale inférieure du subconscient, isole certains de ses phénomènes les plus morbides et leur attribue une action hors de proportion avec son véritable rôle dans la nature. (…) De plus, l'exagération de l'importance des complexes sexuels refoulés est un mensonge dangereux qui peut avoir une influence néfaste et tendre à rendre l'esprit et le vital, non pas moins mais plus fondamentalement impurs qu'auparavant. »
— Sri Aurobindo, Bases du Yoga, 1936, p. 218.

### La psychanalyse dans l'institution judiciaire
Une tribune publiée dans L'Obs et signée par soixante psychiatres et psychologues, « appelle à exclure l’approche freudienne des expertises judiciaires et de l’enseignement à l’université », elle a été initiée par Sophie Robert qui affirme qu'« il est insupportable d’entendre des “experts” judiciaires prétendre que les bébés ont des “intentions” sexuelles, mettre en cause le désir des victimes d’agressions sexuelles, d’inceste ou que des parents d’enfant autistes se voient retirer la garde de leurs enfants au nom de pseudo-expertises ! ». Une tribune de psychanalystes également psychologues et psychiatres, intitulée « La psychanalyse est une science à part entière » a été publié en réponse par le même magazine :  « Jamais un juge ne fait appel à un psychanalyste. Le juge prend le conseil d’experts assermentés qui sont des psychiatres ou des psychologues. Il ne s’occupe pas de leurs références scientifiques : ce sont en règle générale celles de la psychiatrie classique ». Une autre tribune, intitulée « La psychanalyse exclue de la cité » du Séminaire Inter-Universitaire Européen d’Enseignement et de Recherche en Psychopathologie et Psychanalyse qui regroupe plus de deux cents professeurs et maîtres de conférences en psychopathologie et psychologie clinique, a également été publiée par le même magazine et affirme que les auteurs de la première confondent « impunément opinion et réflexion, propos idéologique et rigueur scientifique » visant à une « épuration » qui a pour « enjeu précis [...] les actuelles élections et nominations au Conseil National des Universités (CNU) ».

## Critiques psychologiques
Dans les années 1920, une critique plus scientifique a émergé, en particulier chez Lev Vygotski.
Ses critiques, qui ne remettent pas en cause l'existence de l'inconscient, ni la sexualité infantile, portent sur trois points principaux :
1. la psychanalyse donne une place trop exclusive à l'inconscient : ne pas prendre en compte les éléments conscients dans l'expérience vécue entraîne à négliger l'activité sociale ;
2. la psychanalyse donne trop d'importance explicative à la structure des conflits de l'enfance : ne pas prendre en compte les événements ultérieurs dans la biographie de la personne empêche de comprendre l'articulation, éventuelle, des conflits actuels et de leurs sources avec les conflits qui se sont déroulés dans l'enfance ;
3. la psychanalyse réduit trop toutes les manifestations psychiques à la sexualité.

Vygotski conclut sa critique par :

« Ainsi la méthode psychanalytique attend encore sa véritable application pratique, et l'on peut seulement dire que cette application doit concrétiser dans la réalité et dans la pratique les immenses apports théoriques de valeur que renferme cette théorie. »

### Critiques de la métapsychologie

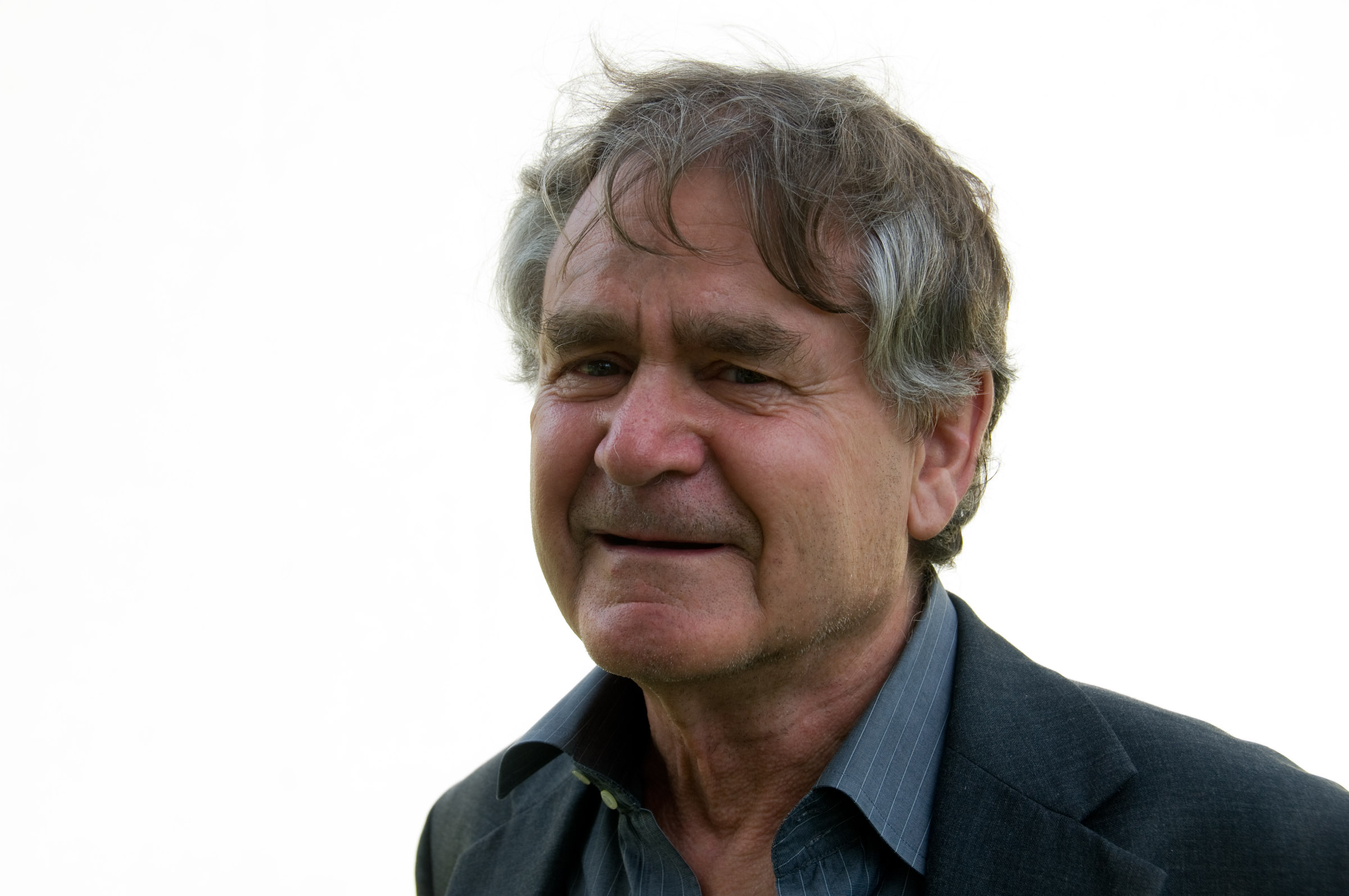
Ian Hacking.

D'autres critiques, comme celles de Ian Hacking, portent sur « la fragilité du concept de mémoire », fruit d'une longue construction historique, et donc par extension, du concept d'inconscient.

### Critiques de l'école française de psychologie clinique
Pierre Janet représentant de cette école, est l'un des premiers français à critiquer la psychanalyse, en tant qu'elle n'apporterait aucun vrai concept nouveau, et sa seule nouveauté serait le trop fort poids qu'elle donne à la sexualité. Janet serait précurseur de Freud sur nombre d'idées relatives à l'hystérie ou aux traitements psychologiques. Il reprochait notamment à Freud son utilisation du symbolisme :

« Ce qui caractérise cette méthode [psychanalytique], c'est le symbolisme, un événement mental peut toujours, quand cela est utile à la théorie, être considéré comme le symbole d'un autre. La transformation des faits, grâce à toutes les méthodes de condensation, de déplacement, d'élaboration secondaire, de dramatisation peut être énorme, et il en résulte qu'un fait quelconque peut signifier tout ce que l'on voudra. […] C'est […] une conséquence de la confiance des auteurs dans un principe général posé au début comme indiscutable, qu'il ne s'agit pas de démontrer par les faits mais d'appliquer aux faits. »

— Pierre Janet.
Michel Cariou, auteur contemporain de cette école, spécialiste d'Henri Wallon, relève le paradoxe de la psychanalyse. Pour lui, la psychanalyse constate que la sexualité humaine est passée d'un but de reproduction à celui de jouissance, et ainsi est sous-tendue par le concept de pulsion plutôt que par celui d'instinct. En effet, « c'est probablement le paradoxe de la psychanalyse que d'avoir accordé tant de place à ce vécu conscient », sachant que « nous savons bien que la conscience n'a pas pour fonction de nous informer des processus par lesquels s'organise notre fonctionnement ». Il dénonce également « l'anthropomorphisme » de nombre de théories en psychologie, qui, chez Freud, ont pris la forme d'une théorisation basées sur des concepts tels que la jouissance et la sexualité, qui sont en fait des « évidences d'adultes » répercutées sur l'enfant.

## Critiques behaviouristes, cognitivistes et des neurosciences

### Kandel

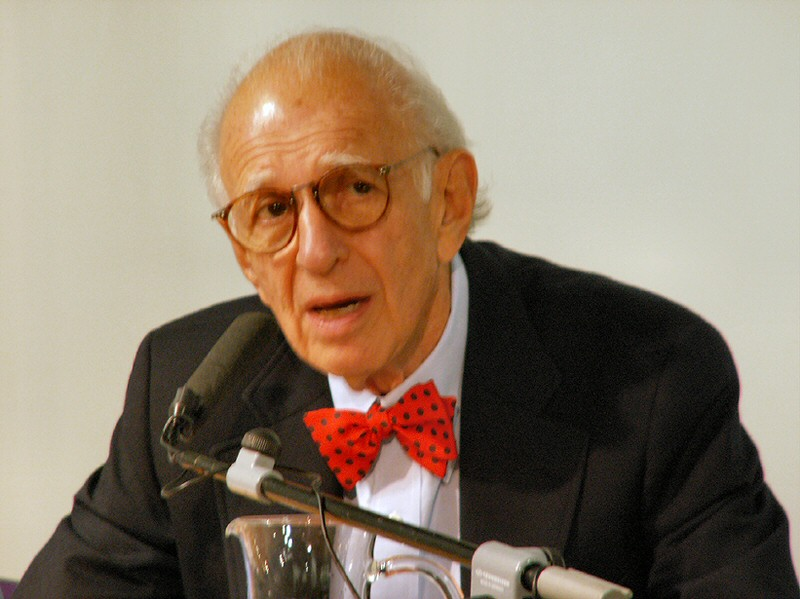
Eric Kandel, prix Nobel de médecine.

Le prix Nobel de médecine Eric Kandel, qui reçut initialement une formation de psychiatrie pour en venir aux neurosciences considère que :

« Si elle veut fournir une contribution importante à notre future compréhension de l’esprit humain, la psychanalyse doit réexaminer et restructurer le contexte intellectuel dans lequel ses travaux sont menés, et développer une approche plus critique dans la formation des psychanalystes de demain. »

« Ainsi, à l’inverse de formes variées de thérapies cognitives et d’autres psychothérapies, pour lesquelles des preuves objectives et irréfutables existent maintenant — à la fois en tant que thérapies isolées ou en tant qu'additions au traitement pharmacologique — il n'y a pas de preuve irréfutable, à part des impressions subjectives, que la psychanalyse est meilleure que la thérapie non analytique ou le placebo. »

— Eric Kandel, 1999

### Autisme
Dans certains pays comme la France, les théories psychanalytiques sont employées dans des hôpitaux pour diagnostiquer et traiter les maladies mentales et les troubles envahissants du développement, ce qui conduit à des prises en charge inefficaces et inadaptées, en contradiction avec les recommandations de l'OMS et de la Haute Autorité de Santé, notamment concernant l'autisme, considéré comme une psychose infantile par la psychanalyse et non comme un syndrome neurologique[source insuffisante].

### Rêve
Le modèle freudien des rêves n'est plus accepté par les différents courants scientifiques depuis 1916 quand Carl Gustav Jung publiait ses recherches sur les rêves.
La psychanalyse accorde pourtant une importance tout à fait centrale au rêve et à son interprétation, tant pour la justification de la théorie du refoulement inconscient (la « clé de voûte » de la psychanalyse, selon S. Freud) que pour la formation des analystes.
Pour les détails sur les différentes positions concernant le rêve et son interprétation voir

### Refoulement
Autre pierre de touche de l'édifice freudien, la théorie du refoulement considérée par Freud comme la « clé de voute » de toute la psychanalyse ; les souvenirs enfouis dans notre mémoire ne sont pas des souvenirs figés, chose absolument nécessaire au fondement de la théorie du refoulement freudien et à son inconscient : 

« Le cerveau n’est pas un organe passif qui ne fait qu'enregistrer des stimuli et les comparer avec l'information déjà emmagasinée. L'esprit est la conséquence des interactions dynamiques entre le cerveau, le corps et l'environnement. (…) Le cerveau ne prend pas de photographies. Au contraire, il les fabrique. Le cerveau, (…) participe activement à la fabrication des images visuelles, selon ses propres règles et ses propres programmes. (…) Le dogme selon lequel le cerveau ne peut pas produire de nouveaux neurones à l'âge adulte risque d'être fortement remis en question par une récente découverte : de nouveaux neurones naissent apparemment dans des aires cruciales pour l'apprentissage et la mémoire. La théorie des souvenirs figés était basée sur le dogme biologique selon lequel aucun nouveau neurone n’est produit après la naissance. »

— Israël Rosenfield.

### Behaviourisme
Le Béhaviorisme, concept d'origine américaine, né de John Broadus Watson, s'est toujours opposé à la psychanalyse et il a trouvé l'appoint du cognitivisme. Les neurosciences progressent actuellement grâce aux nouveaux moyens dont les chercheurs disposent sur le plan technique : imagerie cérébrale fonctionnelle: IRMf, TEP-scan, électroencéphalographie, Électroencéphalographie quantitative, magnétoencéphalographie, stimulation trans-crânienne, etc. Cette mouvance soit conteste globalement la psychanalyse soit tente d'en démontrer les fondements en visualisant des activités cérébrales qui ressembleraient à ce que Freud a décrit.
Dans Le Livre noir de la psychanalyse, Joëlle Proust, directrice de recherche au CNRS, écrit :

« les neurosciences ne reprennent aucun des concepts de la psychanalyse dans leur analyse de l'anatomie et de la physiologie du cerveau, pas plus que la psychologie expérimentale ou la psychologie de l'enfant, pas plus non plus que la neuropsychologie cognitive. »

#### Classification
Ce courant, comme la psychiatrie, a trouvé préférable, au début des années 1980, de se référer pour le diagnostic à des classifications descriptives unificatrices, pouvant également servir de base à des travaux scientifiques qualifiés de qualité. Ainsi le concept de névrose a été remplacé par d'autres catégories diagnostiques, comme celles des troubles anxieux et des troubles de l'adaptation dans les dernières classifications internationales (CIM-10 et DSM-IV).

## Autres critiques
Les humoristes ont souvent été à même de résumer d'un trait les critiques envers la psychanalyse. Le Viennois Karl Kraus, dans une formule lapidaire, et que vient confirmer la critique scientifique, donne « la meilleure des critiques de Freud » selon le biographe Emil Ludwig :

« Qu'est-ce que la psychanalyse ? Une maladie qui a la prétention de guérir les hommes. »

### Erreur
Le texte de Freud Un souvenir d'enfance de Léonard de Vinci, quoique étudié en esthétique, en histoire de l'art et en arts plastiques, se fonde sur une erreur de traduction, comme l'a démontré un historien de l'art, dès 1923. Léonard de Vinci parle du fait qu'un milan (l'oiseau) s'était posé sur son berceau. Freud, qui ne disposait que d'une traduction allemande erronée d'un roman russe évoquant les mots de Léonard, fait un long développement sur la figure maternelle et le vautour et y trouve l'explication de l'homosexualité de Vinci. Cet exemple est considéré comme représentatif par les critiques quant au manque de rigueur de Freud face aux faits.

### Misogynie
Freud (1856/1939) est parfois accusé de misogynie, laquelle serait liée à l’époque dans laquelle il vivait  : 

« Freud concevait la femme comme une triste copie de l’homme, inexorablement obnubilée par le “complexe de castration”. »

Cette thèse est contestée par la psychanalyste Monique Schneider dans ses écrits.

### Abus sexuels
Alice Miller a reproché à certains psychanalystes de l'Association psychanalytique internationale d'avoir nié la réalité des abus sur les enfants : « On ne m'a pas exclue de l'Association psychanalytique ; c'est moi qui me suis écartée d'une école après l'autre à mesure que m'apparaissaient clairement le traditionalisme de leur point de vue et leur refus de prendre en compte la souffrance de l'enfant »,.

### Homosexualité et homophobie
La théorie freudienne de l'homosexualité, qui veut que celle-ci serait un oedipe inversé, d’où l’idée psychanalytique que l’homosexualité n’est ni une maladie mentale ni une déviance, a été abandonnée par la psychologie[source insuffisante], en faveur de la théorie des hormones prénatales non prouvée chez l’humain seulement chez les souris de laboratoire.
Selon Didier Eribon, la psychanalyse a véhiculé une image dépréciative de l'homosexualité, développant une vision hétérosexiste et patriarcale de la sexualité, et certains mouvements psychanalytiques ont tenu des propos ouvertement homophobes, tel Lacan. Alors que Freud a sorti l’homosexualité du champ de la maladie mentale à son époque, en comprenant le fonctionnement oedipien et en observant que sa fille Anna homosexuelle était psychiquement normale.  
Cependant, le psychiatre et psychanalyste Albert Le Dorze rapporte que, selon le sociologue et spécialiste de théorie queer Javier Sáez del Álamo (es), « [Lacan] accueille les homosexuels sans réticence ne cherchant pas à les transformer en hétérosexuels. » Le Dorze remarque aussi que, selon le philosophe et spécialiste de théorie queer Tim Dean (en), « la théorie lacanienne permettrait le démantèlement d'une conception identitaire du sexe, à fortiori hétéronormée, ce contrairement aux affirmations de Didier Eribon,. » La psychanalyse lacanienne est différente de la psychanalyse freudienne. 
D'après Maxime Foerster, Anna Freud est à la fois lesbienne et homophobe. Pour Annie Fortems, Anna Freud a un « discours quasi homophobe ».
Selon Didier Eribon, le livre L'Anti-Œdipe de Deleuze et Guattari est « une critique de la normativité psychanalytique et de l’Œdipe […] » et « […] une mise en question dévastatrice de l'œdipinianisme ».
Au sujet de la paranoïa (et de l'homosexualité), le psychiatre américain Morton Schatzman publie un ouvrage dans lequel il montre que l'étude sur le Président Schreber (dans Cinq psychanalyses) et la théorie était très faible parce que le père de Schreber — « Daniel Gottlieb Moritz Schreber » — l'avait gravement persécuté dans son enfance.
Le docteur Henry Zvi Lothane a remis en cause, l'hypothèse freudienne issue d'une analyse appliquée et non d'une analyse clinique.

### Citations
1. ↑  « C'est pourquoi les défenseurs enthousiastes de la cause psychanalytique nous paraissent atteint d'un mal que l'on pourrait nommer totalitarisme. Cette hégémonie de la psychanalyse paraît absurde »[13].
2. ↑  « C’est Wittgenstein qui dans la philosophie a reconnu son importance tout en la rejetant, ou plutôt en la considérant d’un œil critique de philosophe. C’est ce qui semble résulter des remarques suivantes de Morris Lazerowitz qui très certainement admirait Wittgenstein tout en restant proche de la psychanalyse : « Il a entouré ses entretiens philosophiques d'une espèces d'aura psychanalytique. C’est comme si pour lui, la philosophie était devenue une maladie linguistique, un fardeau dont il faut libérer les gens ; on ne pourrait le faire qu’en mettant à nu les illusions provoquées par des tours du langage lorsque nous jouons inconsciemment avec lui »[18] »
3. ↑  « Vous remarquerez déjà que le psychanalyste se distingue par sa foi dans le déterminisme de la vie psychique. Celle-ci n'a, à ses yeux, rien d'arbitraire ni de fortuit ; il imagine une cause particulière là où, d'habitude, on n'a pas l'idée d'en supposer. Bien plus : il fait appel à plusieurs causes, à une multiple motivation, pour rendre compte d'un phénomène psychique, alors que d'habitude on se déclare satisfait avec une seule cause pour chaque phénomène psychologique »[64].